# 海花島
海花岛是位于中国海南省儋州市排浦港与洋浦港之间的人工填海岛屿，距离海岸约600米，面积约7.8平方公里，总跨度约6.8公里，由三个独立的离岸式島屿组成，中间的1号岛为国际旅游度假区，轮廓呈海南省花“三角梅”状，两侧的2号岛和3号岛为居住功能区，轮廓呈浪花状，该项目由中国恒大集团投资，历时十二年建设，号称拥有酒店、博物馆、会展中心等28大业态，于2021年元旦开始试运营。恒大集团宣称，截至2021年，海花岛累计投资约810亿元。

## 历史
2010年10月14日，儋州市政府与恒大集团签订了《海南省儋州市白马井填海项目投资开发框架协议》。2012年12月3日，国家海洋局海洋环境保护司出具了《关于对儋州市白马井海花岛旅游综合体区域建设用海规划海洋环境影响专题篇章审查意见的函》，2012年12月14日，国家海洋局批复了《儋州市白马井海花岛旅游综合体区域建设用海规划》，截至2013年8月28日，恒大取得了全部《海域使用权证书》。自2015年起，恒大集团陆续通过公开招拍挂方式取得土地使用权，并在迪拜棕榈群岛启发下开始开发建设海花岛项目。

## 争议

### 破坏环境
2017年8月10日至9月10日，中央第四环境保护督察组对海南省开展环境保护督察，对“儋州市政府及海洋部门化整为零违规审批海花岛填海项目，项目施工造成大面积珊瑚礁和白蝶贝受损”进行通报。2018年初儋州市政府即下达紧急通知，对全部违法违规填海项目要求自1月5日起实施“双暂停”。恒大海花岛公司未落实相关要求，违规建设4条涵管桥，至2019年7月已全部建成，并形成违法围海面积约369公顷。儋州市虽于2017年8月至2018年6月间，对其未批先建等违法行为进行了处罚，但却放任企业继续施工。2020年，海南省要求落实海花岛2-14-1地块39栋住宅建筑整改，责令39栋住宅建筑全面停工、收回预售许可证、撤销《建设项目环境影响登记表》备案。2021年12月，39栋住宅建筑被责令拆除。2022年4月，儋州市复议机关就海花岛39栋楼行政复议案依法作出了变更原拆除为没收的决定。

### 报建违规
2018年《海南省贯彻落实国家海洋督察反馈意见整改方案》披露，2013年，儋州市政府及海洋部门在海花岛项目用海审批过程中，未进行关联性审核，对恒大集团旗下5家子公司申请的36宗项目分三批进行确权，共批准填海783.57公顷。上述审批所涉各单宗项目的地理位置紧密相连邻。项目备案号相连、海域使用权人具有关联性，且批准用海面积均不超过27公顷，规避国务院审批。
2021年1月27日，《中国纪检监察报》刊文指出，海南省委原常委、海口市委原书记张琦任儋州市委书记时，违规推动海花岛项目，涉及填海总面积783公顷。在他的极力推动下，儋州市政府及海洋部门通过“化整为零”的方式，将填海项目拆分成36个面积小于27公顷的子项目瞒天过海，使得不过关的项目得以推进，该禁止的项目得以审批。

### 质量问题
2024年5月12日，儋州市住房和城鄉建設局發布《關於網傳海花島木棉園小區地下車庫質量問題的情況通報》稱，近日，有網民反映海花島木棉園小區地下車庫中存在混凝土保護層脫落、鋼筋鏽蝕等現象，該局高度重視，已組織專家組到現場檢查，並將委托第三方權威檢測機構進行檢測。該局將根據檢測結果組織相關專家論証，制定科學有效的處置方案，妥善解決網民反映問題。

### 被评“丑陋建筑”
2021年12月，恒大海花岛建筑群被评为第十二届“中国十大丑陋建筑榜单”之首，理由为“资本任性妄为，破坏海洋生态，形态怪异杂乱，是炫富、媚俗文旅项目的典型”。